# Dinastía Saudeleur

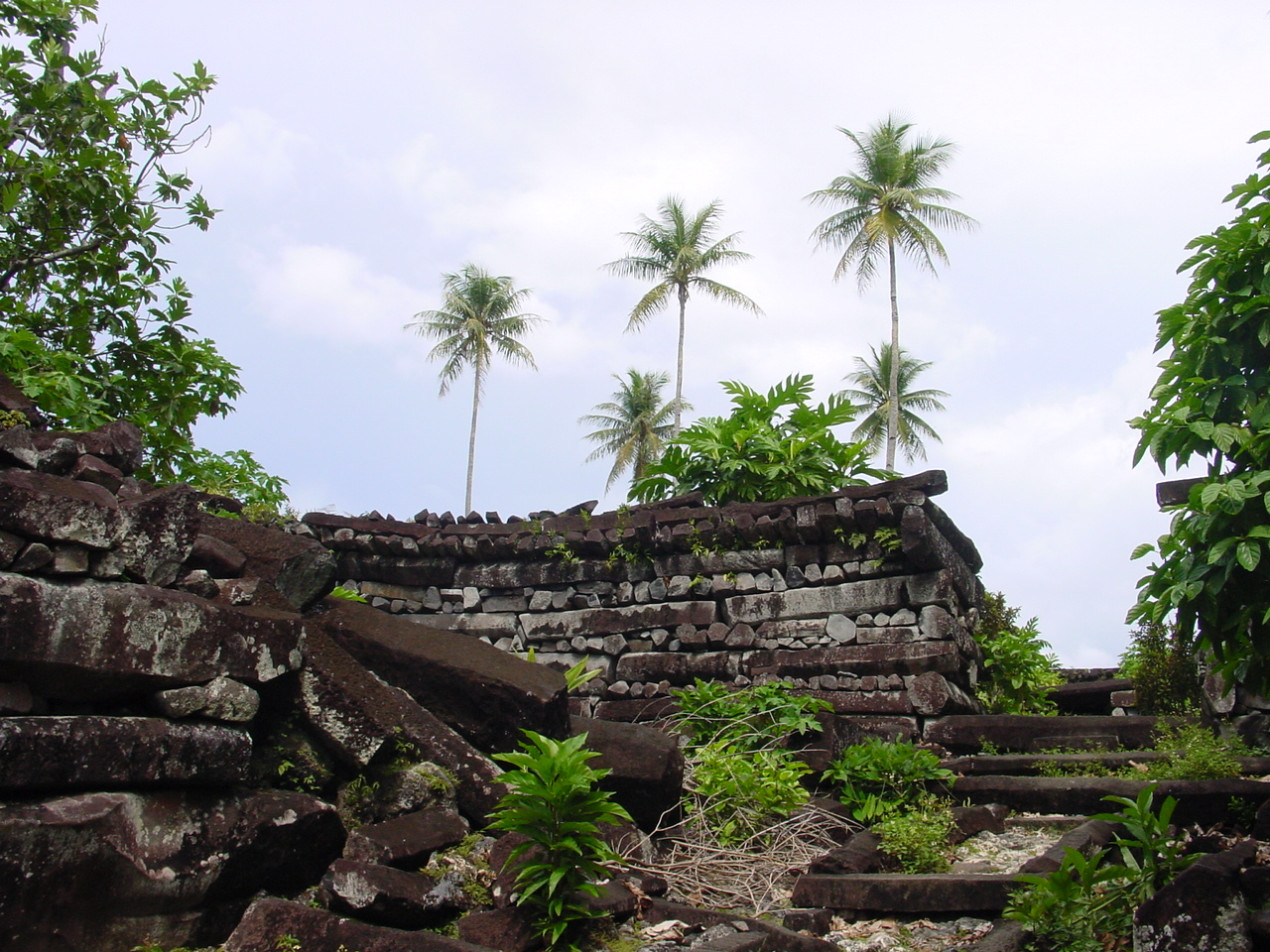
Nan Madol, capital de la Dinastía Saudeleur

La dinastía Saudeleur, en pohnpeiano: Mwehin Sau Deleur, que significa «Periodo del Señor de Deleur»; también deletreado Chau-te-leur, fue el primer gobierno organizado que unió al pueblo de la isla de Pohnpei, gobernando desde alrededor de 1100 hasta alrededor de 1628. La era fue precedida por el Mwehin Kawa o Mwehin Aramas —Periodo de la Construcción, o Periodo de la Población—, y seguida por el Mwehin Nahnmwarki o jefe tribal. El nombre Deleur era un nombre antiguo para Pohnpei; hoy en día es un estado que contiene la capital de los Estados Federados de Micronesia.
La leyenda pohnpeiana cuenta que los gobernantes saudeleros eran de origen extranjero y que su apariencia era muy diferente a la de los nativos pohnpeianos. La forma centralizada de gobierno absoluto de Saudeleur se caracteriza en la leyenda de Pohnpei como cada vez más opresiva a lo largo de varias generaciones. Las demandas arbitrarias y onerosas, así como la reputación de ofender a las deidades pohnpeianas, sembraron el resentimiento entre los pohnpeianos. La dinastía Saudeleur terminó con la invasión de Isokelekel, otro extranjero semimítico, que reemplazó el gobierno de Saudeleur con el sistema nahnmwarki más descentralizado que existe hoy en día.

## Orígenes
Los primeros pobladores de la isla fueron probablemente pobladores de la  cultura lapita del sureste de las Islas Salomón o del archipiélago de Vanuatu. Según la leyenda de Pohnpeian, la isla principal fue creada por un grupo de 17 hombres y mujeres de una tierra lejana al sur que apilaron rocas en el arrecife de coral circundante. La isla estaba habitada por nativos que se mezclaban con los recién llegados. Su número creció, pero su sociedad estaba en un estado de anarquía perpetua.
La dinastía Saudeleur comenzó con la llegada de los hechiceros gemelos Olisihpa y Olosohpa del mítico Katau Occidental, o Kanamwayso. Se decía que Olisihpa y Olosohpa eran mucho más altos que los nativos de Pohnpeya. Los hermanos llegaron en una gran canoa buscando un lugar para construir un altar para que pudieran adorar a Nahnisohn Sahpw, el dios de la agricultura. Después de varios intentos fallidos, los dos hermanos construyeron con éxito un altar en el megalítico Nan Madol, donde realizaron sus rituales. En la leyenda, estos hermanos levitaron las enormes piedras con la ayuda de un dragón volador. Cuando Olisihpa murió de viejo, Olosohpa se convirtió en el primer saudelaire. Olosohpa se casó con una mujer local y engendró doce generaciones, produciendo otros dieciséis gobernantes saudeleros del clan Dipwilap ("Grande"). Los fundadores de la dinastía gobernaron amablemente, aunque sus sucesores exigieron cada vez más a sus súbditos.

## Sociedad
El gobierno fue mantenido por un hombre, el Saudeleur, en Nan Madol. La tierra, su contenido y sus habitantes eran propiedad del gobernante saudeleur, que la arrendaba a clases de terratenientes que supervisaban a los plebeyos que cosechaban la tierra. Los plebeyos tenían que rendirle tributos frecuentes de frutas y peces al gobernante.
El homenaje consistió principalmente en el árbol del pan durante el rastrillo, la temporada de la abundancia, mientras que se cambió a los ñames, el taro y el árbol del pan fermentado durante el aislamiento, la temporada de escasez. Los mariscos también se presentaban al Saudeleur a horas determinadas. El sistema de tributos era inicialmente estacional, sin embargo, con el tiempo, las demandas del Saudeleur dejaron a la población hambrienta y viviendo como esclavos, ya que tenían que pagar en mano de obra y ofrecer la mayoría de los materiales primero al gobernante. La insatisfacción pública llevó a por lo menos dos asesinatos, pero otro Saudeleur simplemente se alzó en sustitución del último. Algunos métodos comunes de recurso contra la opresión fueron el desafío a las órdenes y el robo de la propiedad ofrecida al Saudeleur.
Algunos saudeleur eran gobernantes benignos: Inenen Mwehi estableció una aristocracia, y Raipwenlang era un mago hábil. Otros, sin embargo, eran conocidos por su crueldad. Sakon Mwehi gravaba despiadadamente a los Pohnpeians, y Raipwenlake usaba magia para localizar a los Pohnpeians más gordos y comérselos. Otro, Ketiparelong, es recordado por su esposa glotona que fue alimentada con el hígado de su propio padre por los plebeyos que sufrían en un banquete; ella se suicidó, seguida por Ketiparelong. Saraiden Sapw estableció la práctica habitual de las Primeras Frutas en Pohnpei.

### Divisiones administrativas

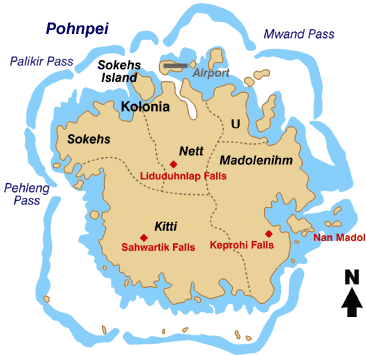
Mapa del municipio de Pohnpei moderno ; bajo el gobierno de Saudeleur, solo había tres divisiones de primer nivel

Pohnpei fue dividido en tres wei, o estados, durante el reinado del Saudeleur Mwohnmwei. Kohpwahleng (Madolenihmw) era la división oriental, subdividida en siete áreas: Wenik Peidi, Wenik Peidak, Enimwahn, Lehdau, Senipehn, Lepinsed y Deleur. En el oeste, Malenkopwale (Kitti) comprendía cuatro áreas: Onohnleng, Kepihleng, Lehnpwel y Ant Atoll. Pwahpwahlik, Sokehs, en el norte estaba formado por Palikir, Sokehs, Tipwen Dongalap, Kahmar, Nan Mair y la isla de Pakin. El sistema centralizado incorporaba divisiones de nivel inferior preexistentes y adoptaba la estructura nativa principalmente. Más tarde,  U y Nett se convirtieron en estados en el norte, formando los actuales cinco municipios de Pohnpei.
Sokehs era una región prestigiosa bajo el reinado de Saudeleur y Onohnleng seguía siendo en gran medida autónoma. Las zonas de Kitti y Kepihleng en el oeste tenían la reputación de desafiar la autoridad del Saudeleur oriental.
En la capital, Nan Madol, los gobernantes saudeleur desarrollaron un sistema de títulos estratificados que denotaban ocupaciones particulares, incluyendo asesor principal, preparador de alimentos, guardias de entrada y guardias de la vivienda.
Según la leyenda, los gobernantes de la dinastía Saudeleur nunca se preocuparon por los asuntos militares, y la época se caracteriza generalmente por ser pacífica, aunque los nativos de Pohnpeya sufrieron y se sintieron insatisfechos con la administración.

### Religión

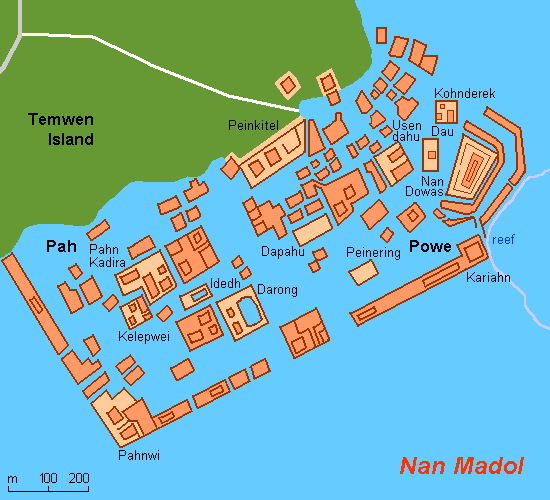
Complejo Nan Madol

La religión durante la dinastía de Saudeleur ofreció templos megalíticos y sitios funerarios, ofrendas de alimento, y adivinaciones oraculares. El culto central de la dinastía Saudeleur estaba en Nan Madol, donde se hacían ofrendas al dios del trueno Nahn Sapwe, o Daukatau, de quien el Saudeleur obtenía legitimidad. Nahn Sapwe fue venerada nativamente por los Pohnpeians. Desde Nan Madol, el culto a Nahn Sapwe se extendió a otros distritos de Pohnpei. Otros cultos nativos incluían a las  anguilas de agua dulce y a la deidad Ilake.
El saudeleur hizo un intento infructuoso de introducir la adoración de su propia deidad, Nahnisohn Sapw, a quien los pohnpeianos sólo ofrecían un homenaje simbólico. Los gobernantes saudelaire convirtieron a la voraz anguila morena Nahn Samwohl en intermediario de Nahnisohn Sapw, quien indicó que el dios extranjero estaba satisfecho devorando tributos en forma de tortuga. La clase sacerdotal, encabezada por el sumo sacerdote Soukiseleng, era poderosa e influyente en la sociedad Pohnpeya.
El ritual kampa anual afirmaba la dedicación de los Pohnpeians a los dioses y espíritus de la tierra. La ceremonia de sakau fue una afirmación elaborada de la dominación de Saudeleur, con muchos rituales en torno a la preparación y presentación de regalos a los gobernantes.
Las ofrendas de comida reservadas especialmente para el Saudeleur incluían tortugas y perros, los cuales tenían un simbolismo ritual. Las tortugas (wei) representaban las tres principales divisiones políticas (wei) y ocupaban un lugar central en un mito en el que dos hermanos debían sacrificar a su madre -la Tortuga Dadora de Vida- para que el Saudeleur se la comiera después de que, bromeando, le dijeran que la venderían por el sabor de la carne de perro del Saudeleur. El perro ocupaba otra posición importante en la sociedad Saudeleur: las reglas del Saudeleur eran impuestas por perros míticos llamados Ounmatakai, «vigilantes de la tierra». En Nan Madol, se han encontrado restos de tortugas y de alimentos de estatus canino.

## Caída
Más información: Isokelekel
La política saudelaire fue conquistada por Isokelekel, que invadió Pohnpei desde Kosrae, o el mítico Katau oriental. Existe una gran variación entre las fuentes en cuanto a los acontecimientos exactos antes y durante la invasión de Pohnpei; se publican al menos 13 relatos diferentes de la guerra. En la mayoría de las versiones de la leyenda, el dominio saudelaire se había vuelto opresivo bajo su abusivo sistema social centralizado, y sus señores habían ofendido al dios trueno Nahn Sapwe, sellando el destino de la dinastía.
El Dios del Trueno Nahn Sapwe había cometido adulterio con la esposa del señor Saudeleur. Enfurecido, el señor de Saudeleur se dispuso a capturar a Nahn Sapwe. El gobernante también usó el asunto como pretexto para suprimir la adoración de Nahn Sapwe. Algunas versiones incluyen que el gobernante también había indignado a otros dioses del panteón de Pohnpei y despojado al sumo sacerdote de Saum que profetizó la caída del Saudeleur. Estas ofensas, así como el opresivo sistema de propiedad de la tierra y tributos, provocaron la ira de dioses, humanos y animales por igual. Nahn Sapwe, ofendida por el señor del Saudeleur, abandonó Pohnpei para irse a Kosrae (Katau). Habiendo huido, impregnó a una humana estéril de su propio clan Dipwenpahnmei (debajo del árbol del pan) alimentándola con un tilo. Esta unión incestuosa produjo el Isokelekel semidivino, que en el vientre conocía su destino de venganza.  Como adulto, Isokelekel zarpó con 333 hombres, mujeres y niños con la secreta intención de conquistar Pohnpei. El embarque consagrado por el sacrificio humano, un ritual muy difundido en la cultura polinesia, pero poco común en la historia de Pohnpeya. En su camino a Nan Madol, Isokelekel recibió granos de frutos del pan del jefe del Atolón de Hormigas. En su cultura, los granos del fruto del pan eran la comida de los guerreros a punto de entrar en batalla, y la ofrenda constituía una invitación a la batalla con el Saudeleur. Mientras estaba en Ant, Isokelekel entró en una relación romántica con una mujer nativa, demostrando su intención de cultivar lazos estrechos con los Pohnpeianos y oponerse sólo al Saudeleur.
Según muchas versiones, la guerra estalló en Nan Madol después de jugar entre los niños locales y los de la canoa de Isokelekel, que se convirtió en una pelea En otra versión, Isokelekel hizo que su lugarteniente provocara a un guerrero local en un encuentro preestablecido. Otros relatos sostienen que Isokelekel escenificó una insurrección después de ganarse la confianza de sus anfitriones y con la ayuda de los oprimidos de los locales. Otra versión dice que al ver las fortificaciones de Nan Madol, Isokelekel decidió retirarse, pero fue ayudado por una mujer despreciada y marginada de la familia gobernante. En otras versiones, los guerreros de Isokelekel fueron ayudados por armas ocultas que de repente aparecieron.
La leyenda cuenta que la batalla terminó cuando el señor Saudeleur Saudemwohl se retiró siempre cuesta arriba a un arroyo, donde se transformó en pez y permanece hoy. Isokelekel tomó el título de Nahnmwarki y asumió el poder en Nan Madol como lo había hecho la dinastía Saudeleur antes que él.

## Legado
El sistema de tributo a Saudeleur se redujo, pero persistió como cuestión de costumbre en épocas posteriores. La tradición moderna de homenajes y banquetes en funerales y celebraciones se deriva de las prácticas tributarias de la era Saudeleur.: 30 